# Saint-Marcelin-de-Cray
Saint-Marcelin-de-Cray ist eine französische Gemeinde mit 196 Einwohnern (Stand: 1. Januar 2022) im Département Saône-et-Loire in der Region Bourgogne-Franche-Comté (vor 2016 Bourgogne). Die Gemeinde gehört zum Arrondissement Mâcon und zum Kanton Cluny (bis 2015: Kanton La Guiche).

## Geografie
Saint-Marcelin-de-Cray liegt etwa 37 Kilometer nordwestlich von Mâcon und etwa 31 Kilometer südwestlich von Chalon-sur-Saône.
Nachbargemeinden von Saint-Marcelin-de-Cray sind Mary im Norden, Saint-Martin-la-Patrouille im Osten und Nordosten, Sigy-le-Châtel im Südosten, Passy im Süden, Chevagny-sur-Guye im Süden und Südwesten sowie Le Rousset-Marizy im Westen.

## Bevölkerungsentwicklung
| Jahr                      | 1962 | 1968 | 1975 | 1982 | 1990 | 1999 | 2006 | 2011 | 2016 |
| Einwohner                 | 242  | 206  | 178  | 160  | 164  | 140  | 138  | 185  | 184  |
| Quelle: Cassini und INSEE |      |      |      |      |      |      |      |      |      |

## Sehenswürdigkeiten
- Kirche Saint-Paul in Cray aus dem 11./12. Jahrhundert, Monument historique seit 1931

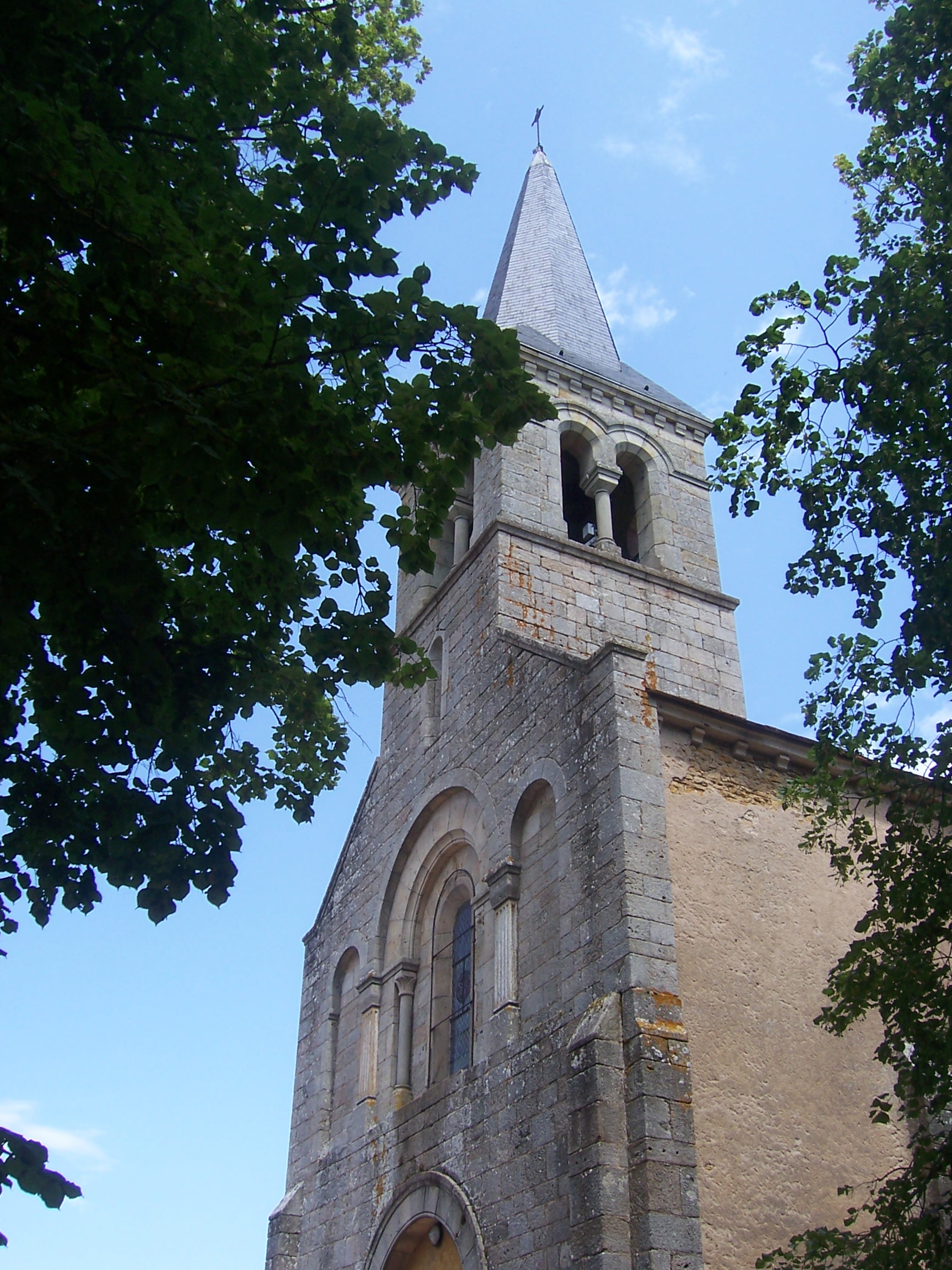
Kirche Saint-Marcelin

- Kirche Saint-Marcelin
- Großkreuz aus dem 13. Jahrhundert
- Mühle